# Estación de Coímbra
La Estación Ferroviaria de Coimbra, igualmente conocida como Coimbra-A o Estación de Coimbra-Cidade, y popularmente llamada como Estación Nueva, fue una plataforma ferroviaria del Ramal da Lousã, que servía a la ciudad de Coímbra, en Portugal.

## Historia

### Inauguración y ampliación
Esta plataforma fue inaugurada el 18 de octubre de 1885, por la Compañía Real de los Caminhos de Ferro Portugueses, para servir como terminal del Ramal de Coímbra.
El 7 de febrero de 1903, fue elaborado un proyecto para la ampliación de esta estación, que fue aprobado por una ordenanza del 27 de junio; este documento fue, no obstante, sustituido por un nuevo proyecto, con fecha del 13 de julio, que fue aprobado por el gobierno el 31 de agosto. Según este nuevo plan, sería necesario ocupar una extensión de 254 metros cuadrados para la ampliación, mientras que el proyecto original solo necesitaba de 162 metros. Esta empresa provocó, no obstante, protestas en Coímbra, que consideraban que la ampliación sería perjudicial para los proyectos que ya existían, y para la obtención de varias mejoras en la ciudad.

### Conexión con Lousã
El primer tramo del ferrocarril de Coímbra a Arganil, entre esta estación y Lousã, entró en servicio el 16 de diciembre de 1906.

## Características

### Localización y accesos
Esta plataforma se encuentra junto a la travesía de las Ameias, en la ciudad de Coímbra.